# Borolea
Borolea – wieś w Rumunii, w okręgu Botoszany, w gminie Hănești. W 2011 roku liczyła 425 mieszkańców.